# Бизон
Бизо́н, или американский бизон (лат. Bison bison) — вид парнокопытных млекопитающих из трибы быков семейства полорогих. Очень близок к зубру, оба вида могут без ограничений скрещиваться, давая плодовитое потомство — зубробизонов. Из-за этого их иногда рассматривали как один вид.

## Название
Слово «бизон» и в русском, и в английском языках происходит от французского bison, далее — от латинского bison («дикий бык»). В латынь оно пришло либо, по Фасмеру, из греческого (βίσων), либо из прагерманского *wisand- («зубр» или «тур»), восходя, возможно, к значению «зловонное животное», в связи с запахом называемого так существа во время гона. В прагерманский язык оно тогда, возможно, попало из балтских языков или славянских языков (ср. др.-прусск. wissambris и далее даже праславянское *zǫbrъ (русское «зубр»)).

## Описание

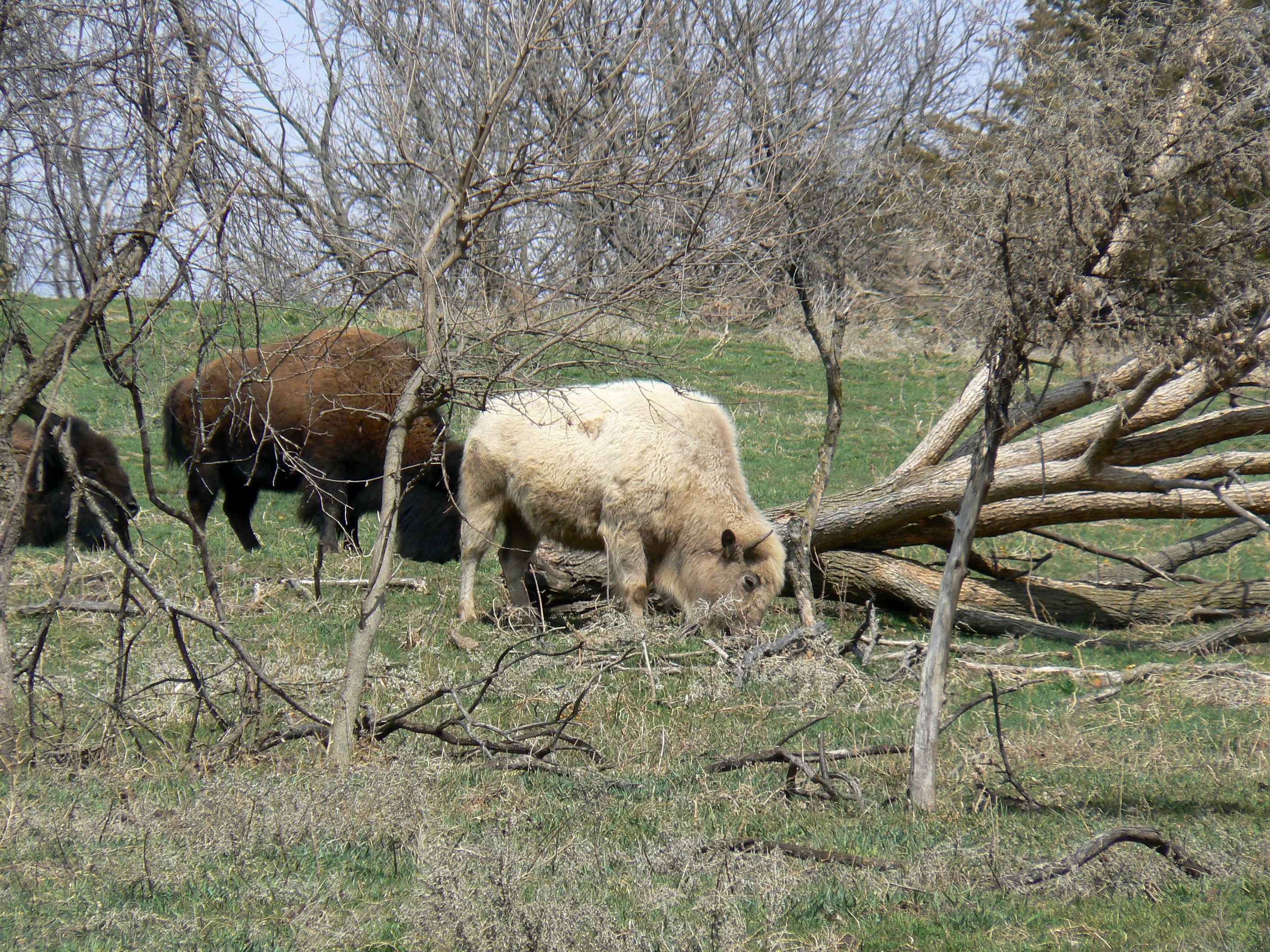
Бизон аномально светлой масти в Сафари-парке Ли Г. Симмонса, Ашланд, штат Небраска

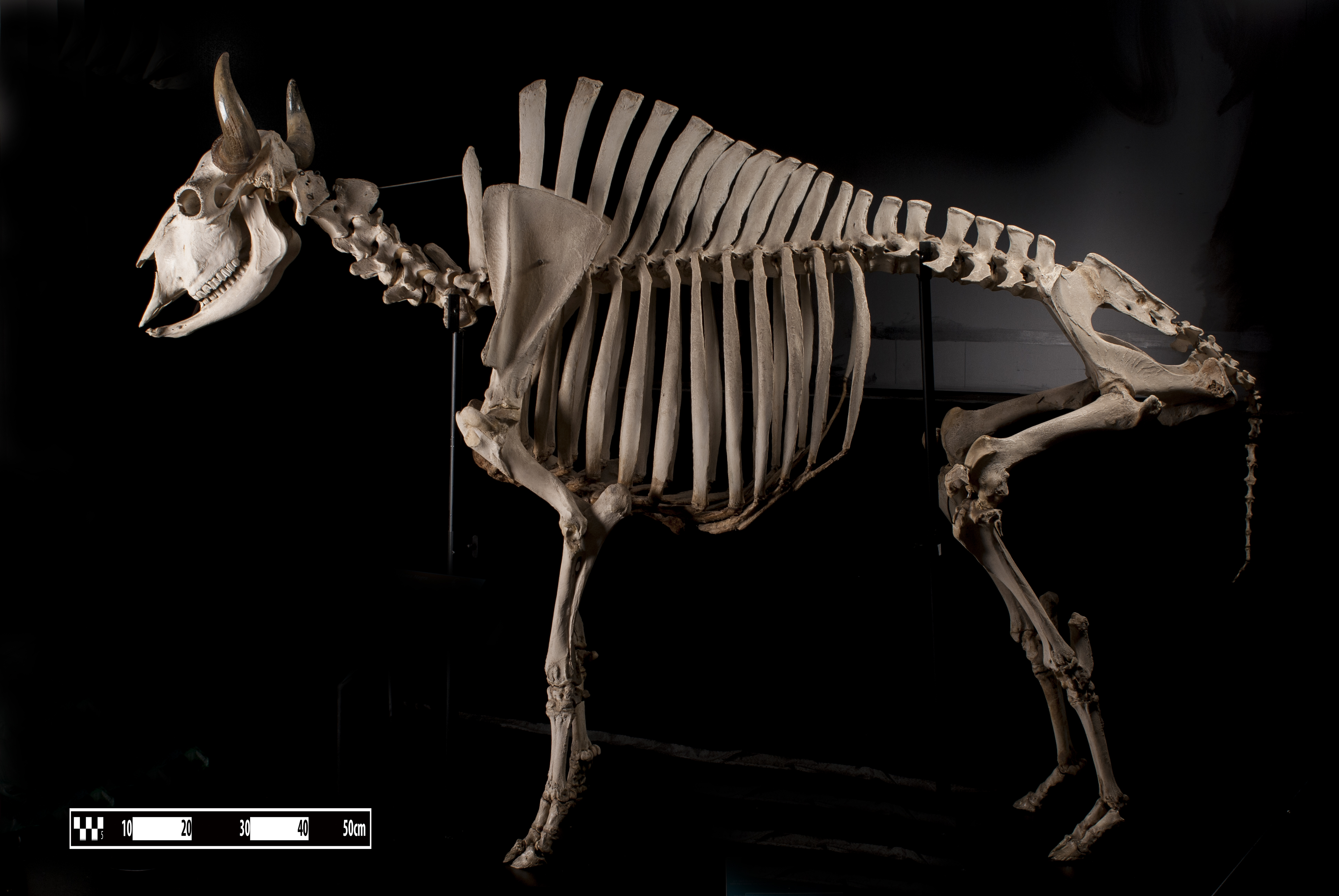
Скелет бизона

Бизон достигает 2,5—3 метров в длину и до 2 метров в высоту. Густая шерсть его серо-бурого цвета, на голове и на шее чёрно-бурого. Передняя часть тела покрыта более длинной шерстью. Голова массивная, с широким лбом; короткие толстые рога расходятся в стороны, концы же их заворачиваются внутрь; уши короткие и узкие; глаза большие, тёмные, шея короткая.
Туловище с горбом на загривке; задняя часть его развита значительно слабее передней. Хвост короткий, с длинной густой кисточкой волос на конце. Ноги низкие, но очень сильные. Самки значительно меньше самцов, достигающих массы 1270 кг. Бизон очень похож на европейского зубра, и некоторые учёные полагают, что он не составляет отдельного вида, а есть лишь видоизменение зубра.
Среди бизонов обычной бурой и светло-бурой масти могут встречаться особи резко аномального окраса.
В пределах вида выделяются два подвида — степной бизон (Bison bison bison) и лесной бизон (Bison bison athabascae), хорошо различимых по особенностям строения и мехового покрова.

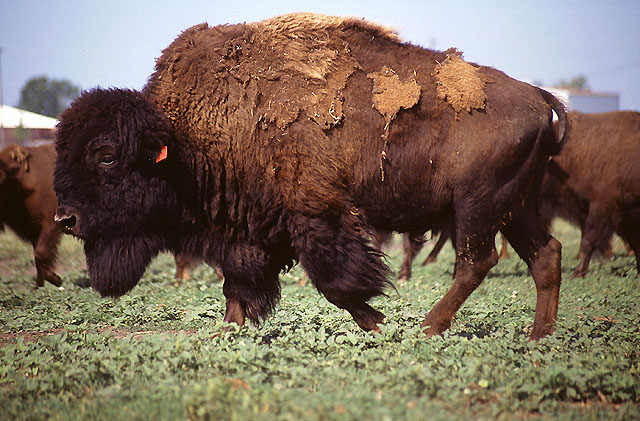
Степной бизон

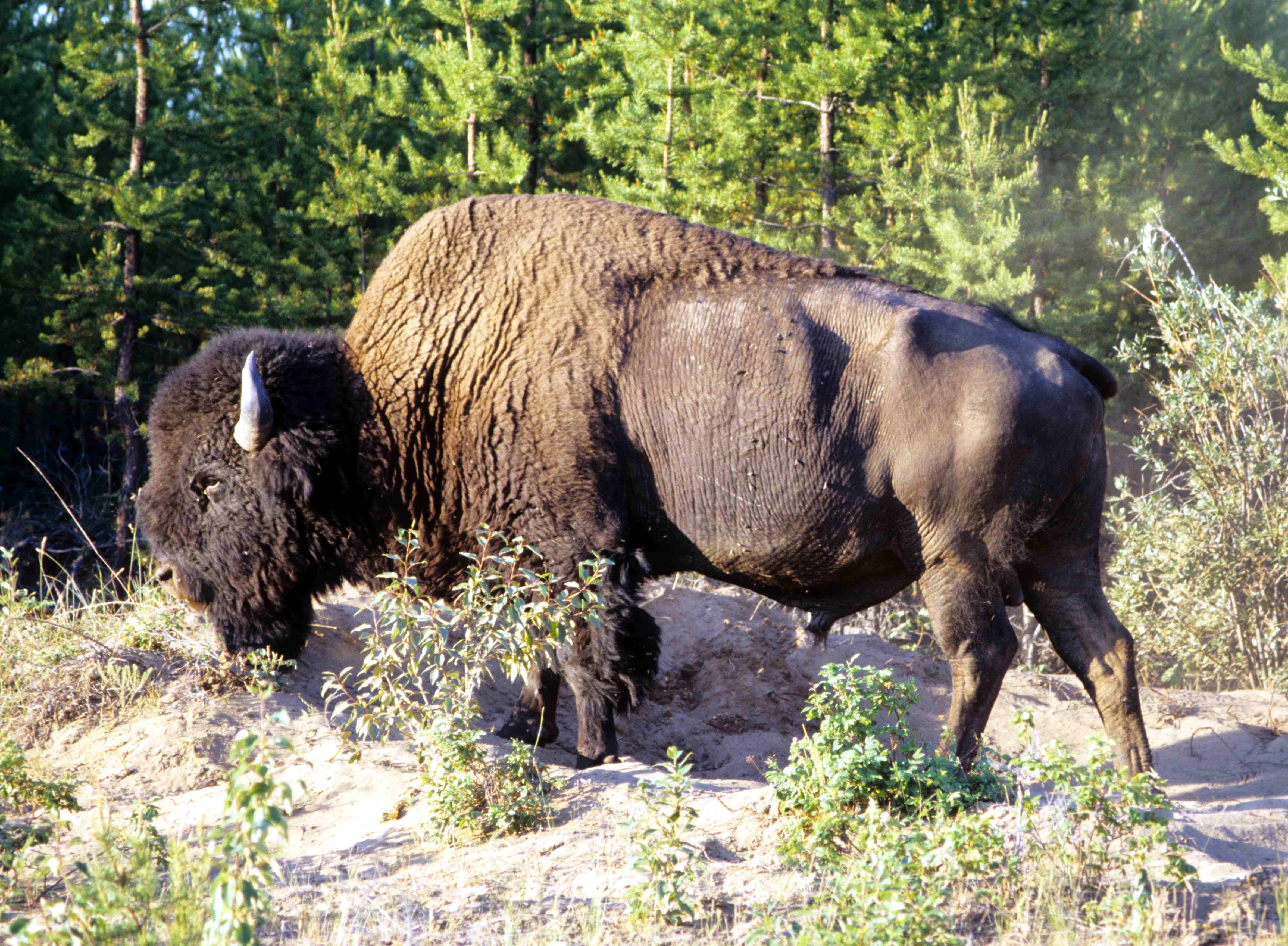
Лесной бизон

Особенности строения и мехового покрова степного бизона — Bison bison bison:
- крупная голова, плотная шапка волос между рогами, рога редко выступают выше шапки волос;
- высшая точка горба над передними ногами, густая борода и выраженная грива горла, вытянутая за грудную клетку, хорошо выраженная меховая пелерина, мастью светлее лесного бизона;
- меньше и легче, чем лесной бизон (в пределах одного возраста и пола).

Особенности строения и мехового покрова лесного бизона:
- уменьшенная голова, тёмная чёлка из свисающих прядей надо лбом, рога обычно выступают над чёлкой;
- высшая точка горба впереди передних ног, жидкая борода и рудиментарная грива горла, невыраженная меховая пелерина, шерсть обычно темнее, чем у степного бизона;
- крупнее и тяжелее, чем степной бизон (в пределах одного возраста и пола).

Лесные бизоны были открыты в конце XIX века. Некоторые учёные считают лесного бизона дожившим до наших дней подвидом первобытного бизона (Bison priscus). До настоящего времени сохранились только в глухих заболоченных ельниках в бассейнах рек Пис, Буффало, Берч (впадают в озёра Атабаска и Большое Невольничье).
Численность бизонов, содержащихся для коммерческого использования, — около 500 000 голов (преимущественно степного бизона) приблизительно на 4000 частных ранчо.
Однако, согласно Рекомендациям Красной книги МСОП, коммерческие стада не вправе рассматриваться в определителе Красной книги, так как зачастую имеют примесь домашнего скота, поэтому общее поголовье чистокровных бизонов оценивается приблизительно в 30 000 особей, из которых 20 000 достигли возраста полового созревания. В Красной Книге МСОП вид определён в категорию близкие к уязвимому положению (англ. Near Threatened, NT).

## Генетика
Вид Bison bison имеет диплоидный набор из 60 хромосом (2п-60).
Американский бизон свободно скрещивается с европейским зубром, давая плодовитое потомство — зубробизонов.
Присутствие генов крупного рогатого скота является почти вездесущим среди коммерческих стад степного бизона, проверенных до настоящего времени, как наследие длительных усилий по созданию пород улучшенного скота путём скрещивания крупного рогатого скота (Bos taurus) и бизона. Много общественных стад также имеет переменные уровни интрогрессии гена крупного рогатого скота.

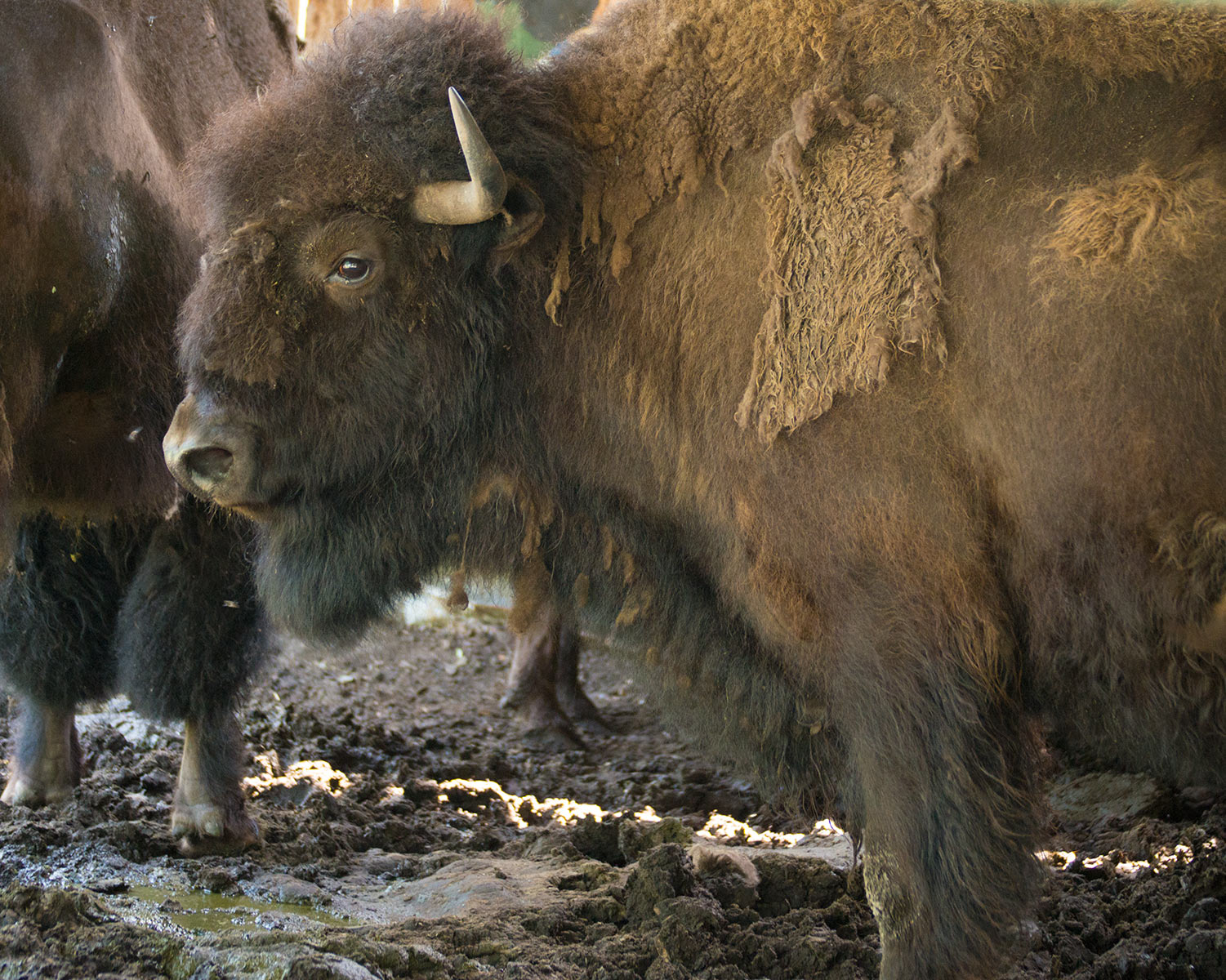
Американский степной бизон в Приокско-террасном заповеднике

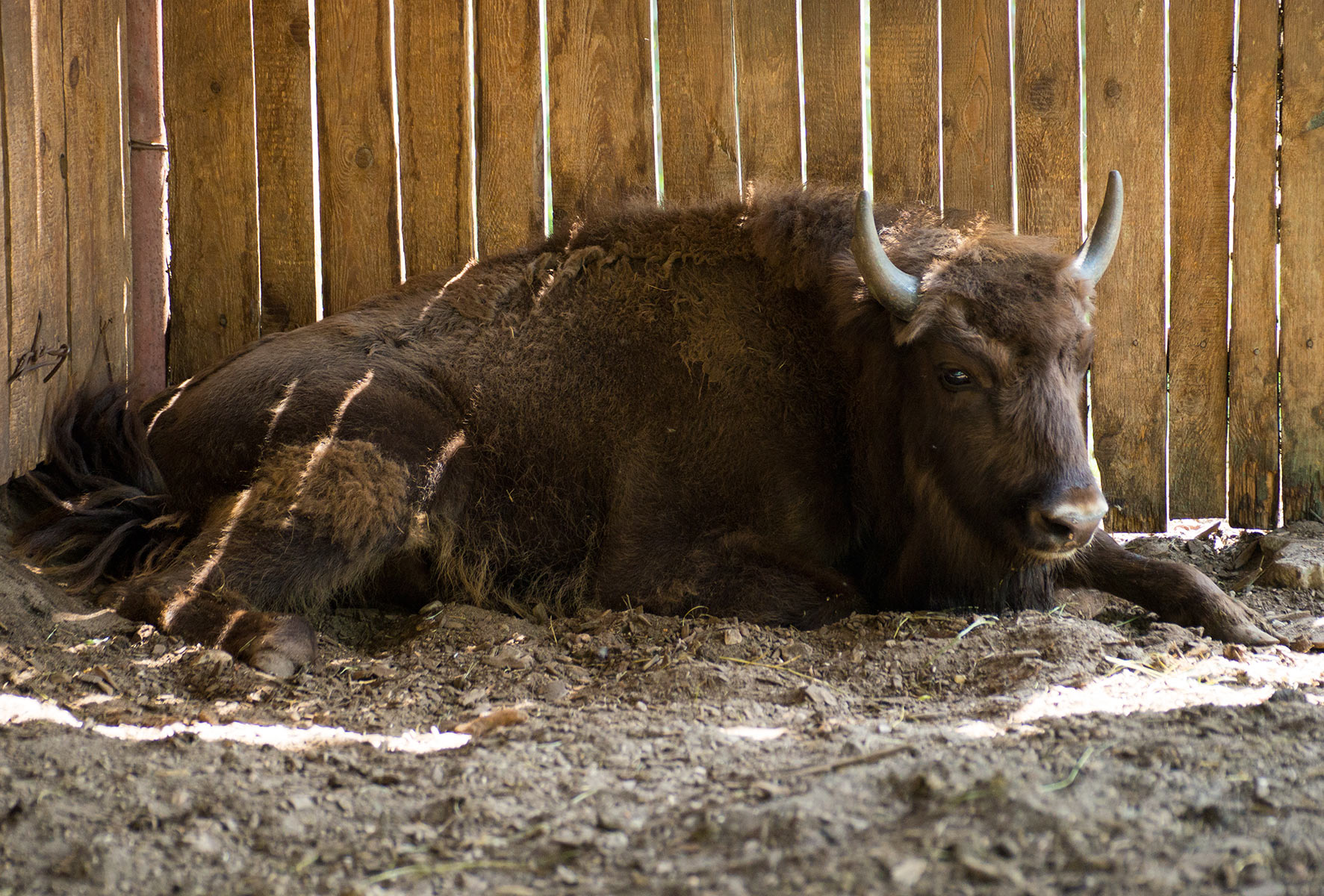
Американский степной бизон в Приокско-террасном заповеднике

## Правовой статус
Канада, США и Мексика в общегосударственном масштабе рассматривают бизона и как дикое животное, и как домашний скот.

## Распространение
Прежде бизон, или буффало, как его называют жители Северной Америки, был распространён почти по всей Северной Америке. Теперь же он встречается в основном на охраняемых территориях — только к северу и к западу от Миссури. Современная площадь обитания дикого бизона составляет менее 1,2 % от его первоначального ареала.
По исследованиям Аллена, площадь распространения бизона была от берегов Атлантического океана на запад до границ Невады и Орегона. На юг — до 25 градуса, на северо-запад — приблизительно до 62 градуса северной широты. В 60-х годах XIX века — между 95 градусом западной долготы и Скалистыми горами. К началу XVIII века — от озера Эри и Большого Невольничьего озера на севере, до Техаса, Мексики и Луизианы на юге. От Скалистых гор до побережья Атлантики — свыше 60 млн голов; в 50 млн голов оценивалась численность степного бизона.
В Якутию также завозили бизонов из Канады в 2006, 2011 и 2013 годах. Их завозили в Горный и Хангалаский улусы.

## Поведение

Группа снимков Эдварда Майбриджа, иллюстрирующая бег бизона

Летом бизоны паслись на широких равнинах, а на зиму заходили в лесистые местности, перекочевывая к югу, а летом опять возвращаясь на север.
Степные питаются в основном травой, потребляя до 25 кг травы в день, а зимой — травяной ветошью. Лесные ещё едят мох, лишайники ветви. Могут кормиться при снеге до 1 м глубиной. Густой мех хорошо защищает бизона. Легко переносят 30-градусные морозы. Зимой ищут малоснежные участки.
Это неуклюжее на вид животное двигается очень легко и скоро, бежит рысью и галопом с такой скоростью, что не всякая лошадь может обогнать его. Бизон может бежать со скоростью 60-70 км/ч 5 миль (8,0 км), в то время как лошадь с наездником может бежать с такой скоростью только один километр.
Плавает бизон тоже очень хорошо.
Бизон жил обществами, часто стадами в 20 000 голов. Каждое стадо находится под предводительством нескольких старых самцов, которые очень осторожно и бдительно охраняют его. Бизон очень силён и в раздражении опасен как для охотника, так и для всякого другого врага, обладает хорошим обонянием и слухом. Он издает мускусный запах, который чувствуется на большом расстоянии.
Бизоны полигамные животные. Доминантные самцы собирают небольшие гаремы. Гон происходит в июле — сентябре. Беременность длится около 9 месяцев. Самка обычно рожает одного телёнка, двойни крайне редки. Жирность молока до 12 %.
Молодые бизоны очень резвы и игривы; старые оберегают их. Голос бизона — глухое мычание.

## История

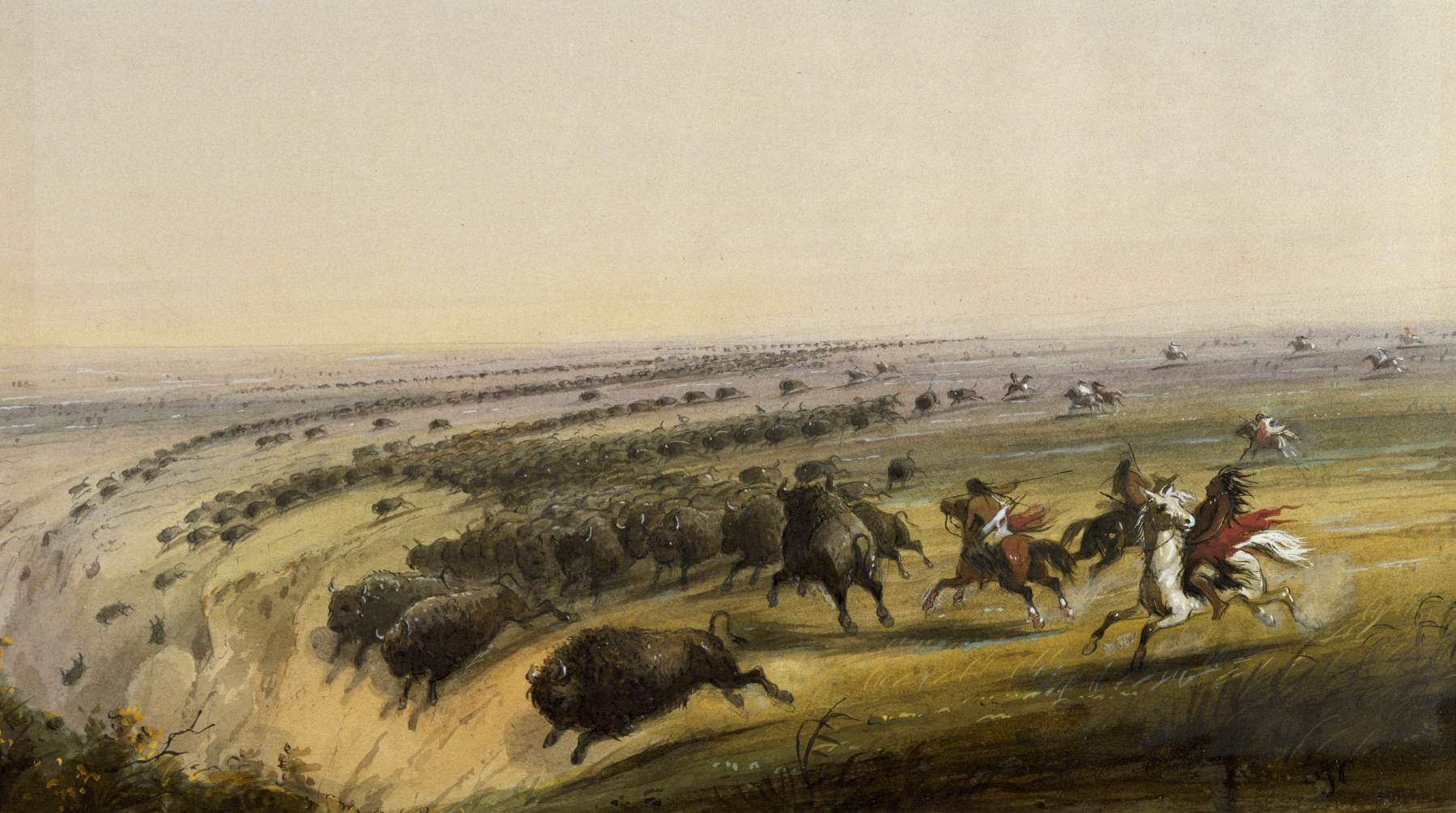
А. Д. Миллер «Бизонья охота» (1858—1860). Художественный музей Уолтерса

Охотники особо ценили бизоний язык и богатый жиром горб. Сушеное и грубоизмельченное бизоновое мясо, называемое пеммиканом, служило для зимних запасов индейцев, а смешанное с жиром и заделанное в свинцовые ящики составляло одну из самых важных составных частей пищевого запаса полярных экспедиций. У индейцев толстые шкуры бизона шли на более грубые сорта сыромятной кожи и дублёной кожи, особенно для подошв. Из кож молодых животных получали сыромять для одежды. Кроме того, бизоньи кожи шли на палатки-типи, парфлеш, сёдла и пояса; из костей делали посуду, ножи; из сухожилий — тетивы, нитки и т. п., из волос верёвки; помёт служил топливом; из копыт вываривали клей. Индейцы охотились на бизона с лошади, с луком, реже с копьём. При возможности, применяли и ружья. Существовали и более древние, пешие, способы охоты. При этом животных загоняли в пропасти или специальные загоны. Охотились и по глубокому снегу.
Зимой много бизонов, особенно молодых, гибло от мороза; часто при переходах через замёрзшие реки лёд не выдерживал, ломался, и целые стада тонули в воде. В Кентукки и Иллинойсе делали попытки одомашнивания бизонов, но безуспешно. Однако от скрещивания самца-бизона с обыкновенной коровой получаются приручаемые гибриды, которые лишены горба, но сохраняют длинные волосы на передней части тела. В неволе бизоны жили до 14 лет, и в некоторых зоологических садах удавалось получить от них потомство и воспитать его.
Более чем 95 % североамериканских бизонов находятся в частной собственности и большинство из них используется для получения коммерческой продукции. Селекция для особенностей рынка (скорость роста и репродуктивные особенности, экстерьер тела, послушание) доминирует над управлением частными стадами.

### Массовое истребление в США

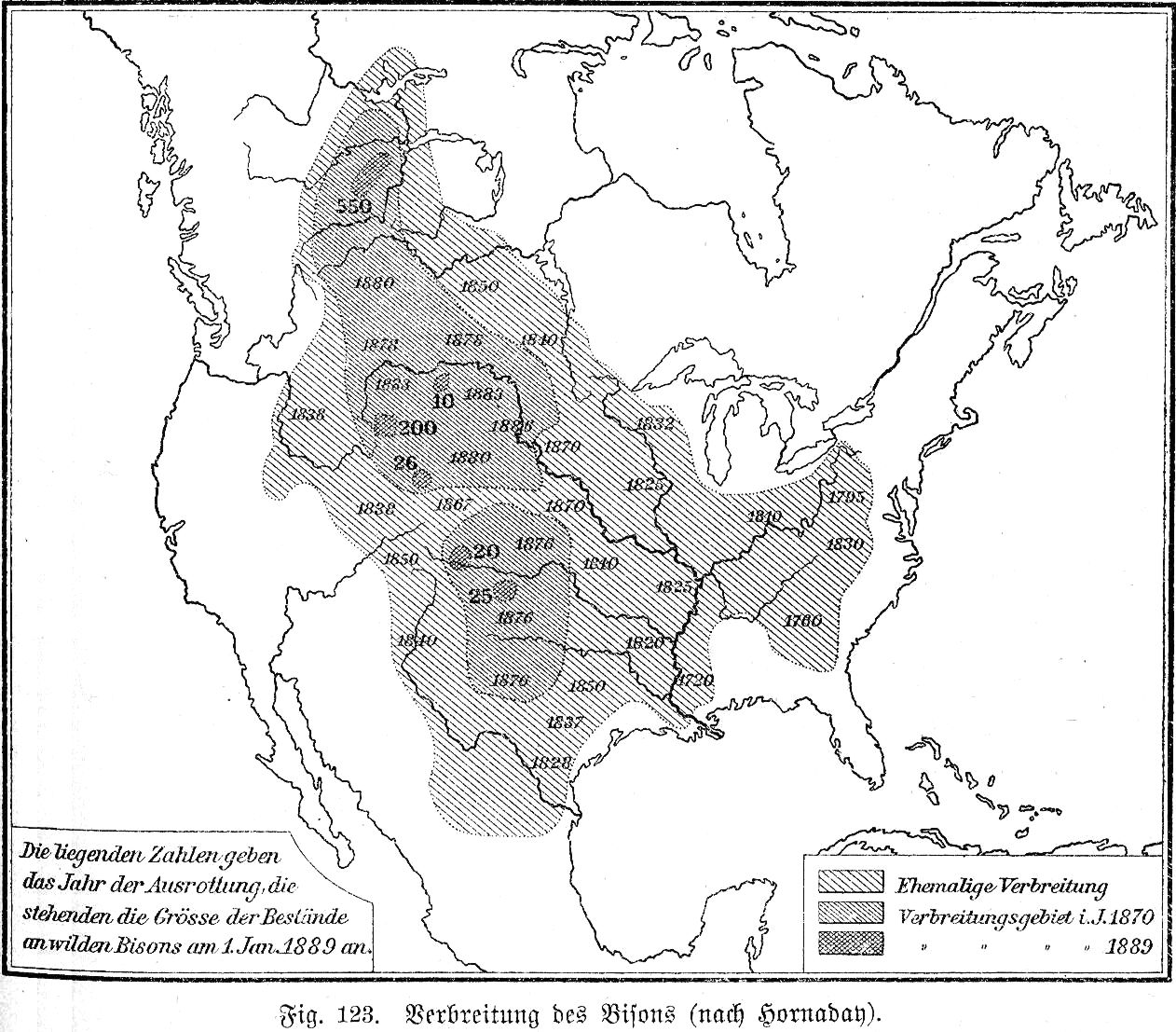
Карта истребления американского бизона к 1889 году с указанием границ начального ареала

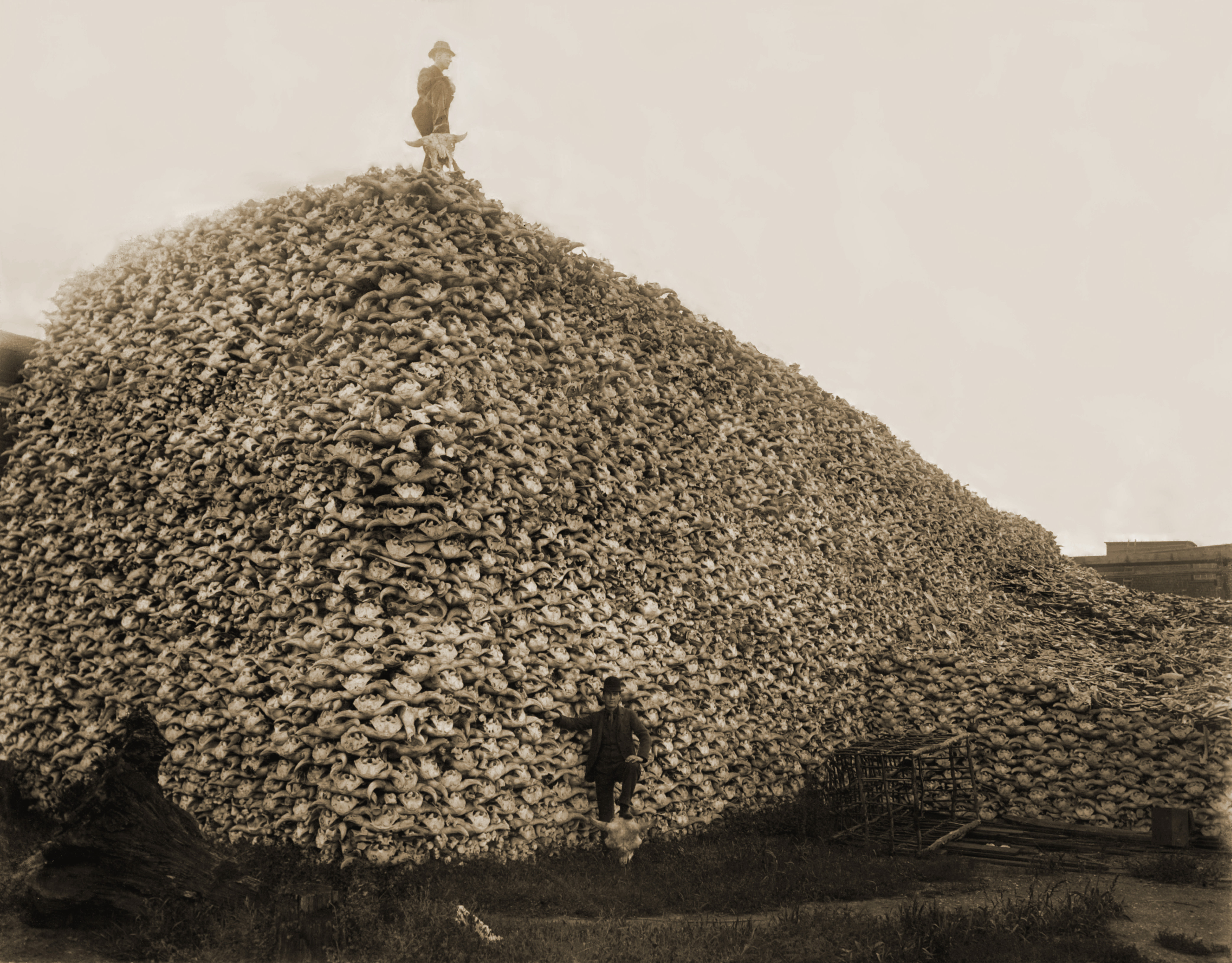
Гора из черепов убитых бизонов, США, 1870

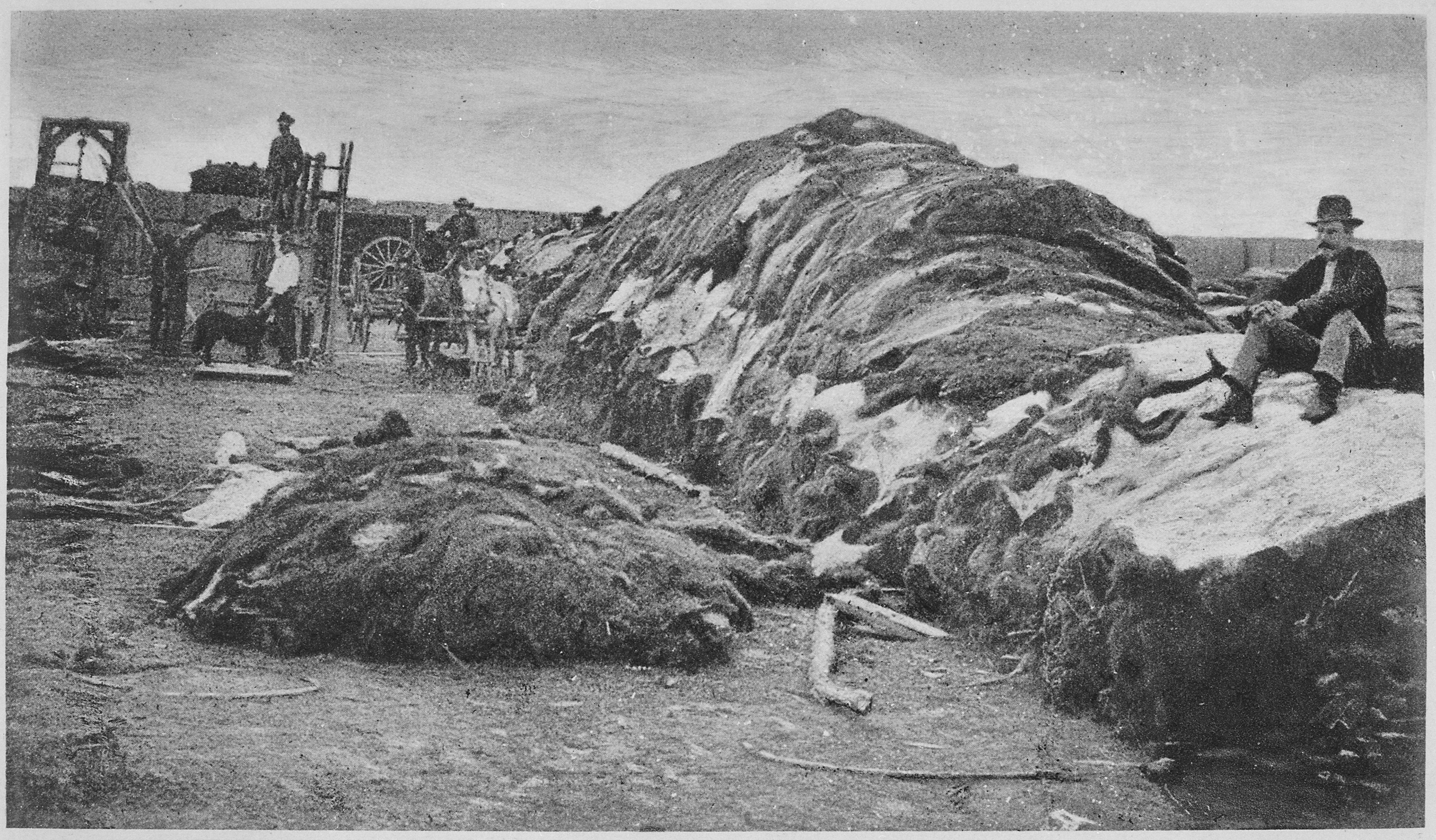
40 000 бизоньих шкур в Додж-Сити, Канзас, 1878 год

В XIX веке популяция американских бизонов подверглась массовому истреблению в коммерческих целях. Огромное количество американских охотников убивали сотни тысяч бизонов ежегодно ради шкур, которые пользовались большим спросом как в США, так и в Европе. Американские скотоводы уничтожали бизонов, чтобы освободить территорию и ресурсы для своей живности. Мясом бизонов питались солдаты армии США из расположенных на равнинах постов, а также строители железных дорог. Охота на бизонов также стала популярным развлечением, привлёкшим даже Великого князя Алексея Александровича во время его посещения Северной Америки в 1872 году. Власти США неохотно шли на принятие мер для защиты популяции бизонов, осознавая пагубное влияние истребления на жизнь индейцев, которых правительство не без проблем пыталось переселить в выделенные в резервациях земли. По оценкам исследователей, в 1800 году численность бизонов составляла 30—40 млн животных, а к концу века они были почти поголовно истреблены: осталось менее одной тысячи. Коммерческими охотниками, фермерами и просто ради развлечения в 1840-х годах ежегодно уничтожались около 2 млн бизонов. Лишь с 1 из 3 убитых бизонов снимали шкуру и как-то использовали, остальных просто бросали, кости иногда использовались в качестве удобрения. Создание национального парка Йеллоустон в 1872 году было первым событием, позволившим избежать полного исчезновения вида. Тем не менее, законы тех времён запрещали лишь коммерческую охоту на федеральных землях, что использовалось браконьерами для ухода от ответственности. Военные патрули не были в состоянии положить конец браконьерству, и только в 1894 году был принят закон, полностью запретивший любую не санкционированную руководством парка охоту на всех животных.

## Бизон как символ

Изображение бизона на флаге штата Вайоминг

Бизон как самое крупное и известное животное Северной Америки непременно должен был попасть на денежные знаки США (монеты и банкноты). C 2006 года налажен выпуск инвестиционных золотых монет «Буффало».
Изображение американского бизона имеется на флагах штатов США Вайоминга и Канзаса, а также на гербе и флаге провинции Манитоба в Канаде.

### В филателии
Первая почтовая марка с изображением американского бизона была выпущена 17 июня 1898 года в США в составе коммеморативной серии к выставке Транс-Миссисипи. С этого времени почтовые марки с изображением американского бизона выпускались почтовыми администрациями Европы, Азии, Африки, Америки и Океании, в том числе и почтовой администрацией ООН.

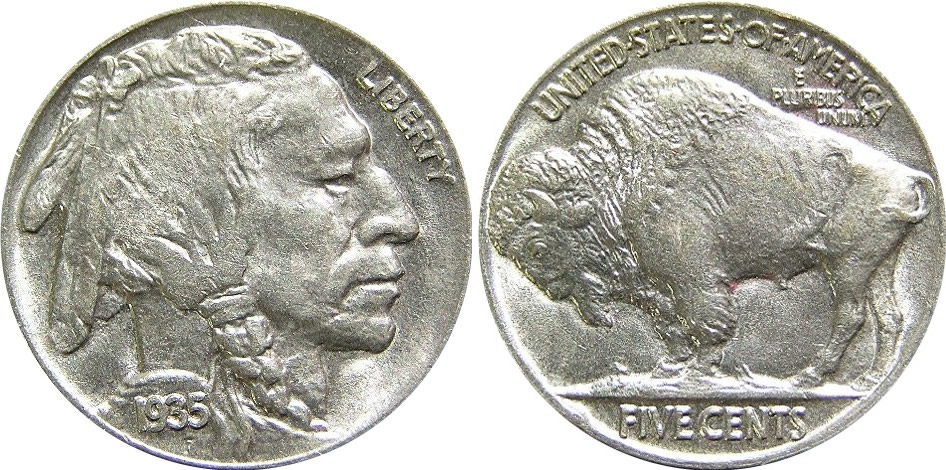
Пять центов 1935 (буффало никель) — монеты с изображением американского бизона выпускались с 1913 по 1938
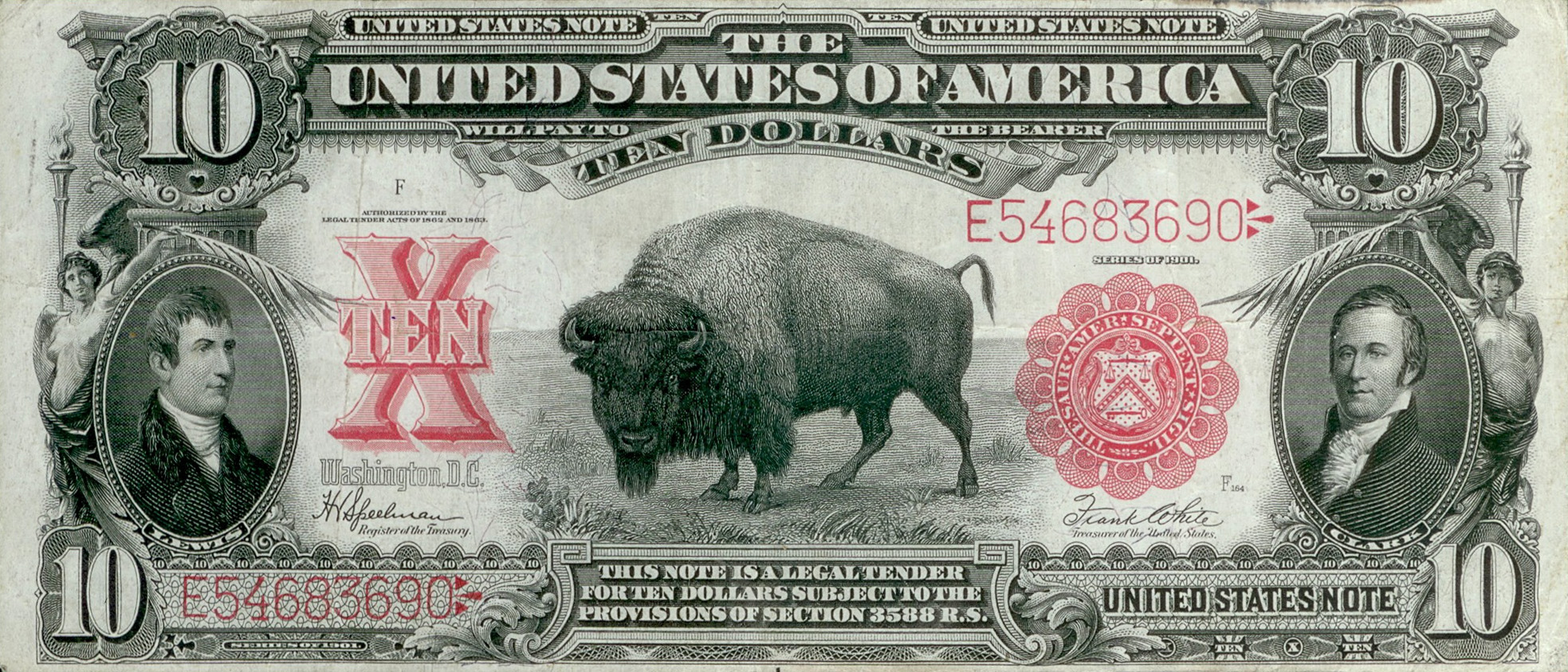
Бизон на аверсе 10 долларов, 1901
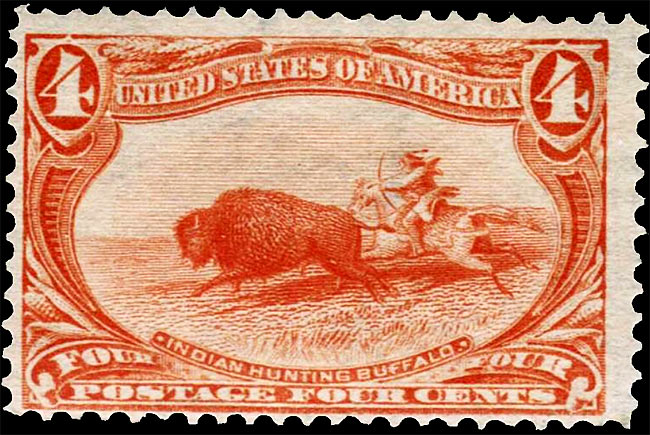
Почтовая марка США 1898 года — 4 цента: индеец, охотящийся на бизона
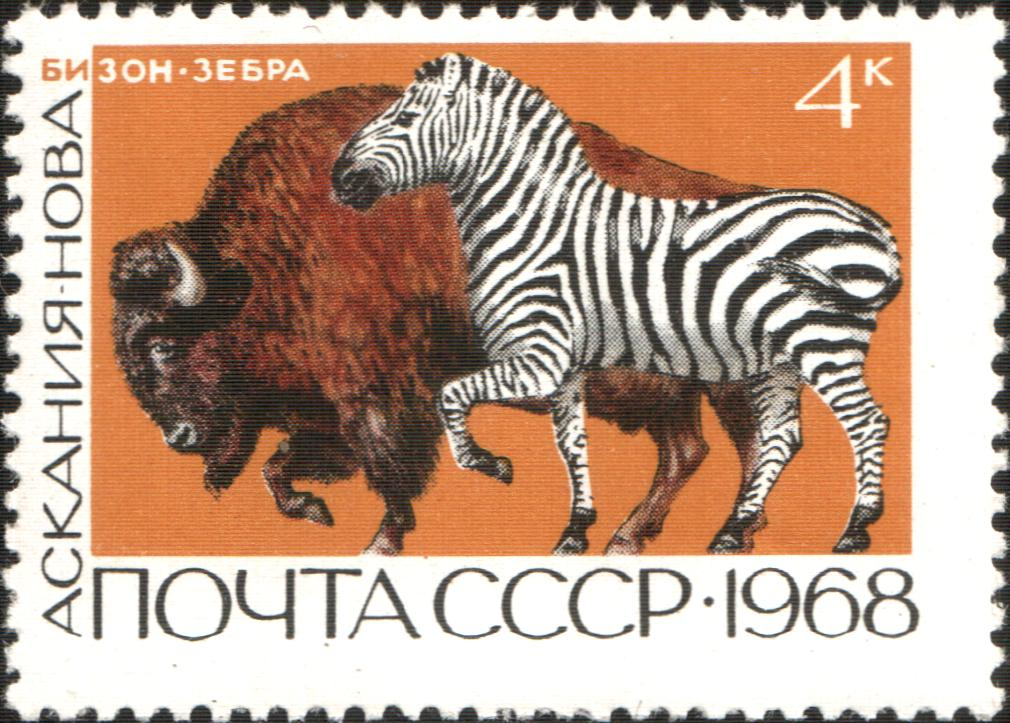
Почтовая марка СССР, 1968 год